# Kenneth Cranham
Kenneth Cranham (ur. 12 grudnia 1944 w Dunfermline) – brytyjski i szkocki aktor telewizyjny, filmowy, teatralny i radiowy.

## Życiorys
Kształcił się w szkole aktorskiej Royal Academy of Dramatic Art. Jako aktor teatralny związany ze scenami londyńskimi, głównie z Royal National Theatre. Występował w sztukach The Cherry Orchard, The UN Inspector, Madame Barabanchikova, Cardiff East, Strawberry Fields, Love Letters on Blue Paper, The Caretaker, From Kipling to Vietnam i innych. Przedstawienie An Inspector Calls, w którym grał główną rolę, wystawiano także na Broadwayu i dzielnicy West End. W telewizji debiutował w drugiej połowie lat 60. Pierwszym większym udziałem w filmie kinowym stał się występ w obrazie Oliver!, nakręconym w 1968. W latach 1982–1985 grał główną rolę w serialu komediowym Shine on Harvey Moon. W 2005 wcielił się w postać Pompejusza w pierwszym sezonie serialu Rzym.

## Filmografia
- 1968: Oliver!
- 1972: Brat Słońce, siostra Księżyc
- 1976: Powrót Robin Hooda
- 1982: Shine on Harvey Moon (serial TV)
- 1988: Stealing Heaven
- 1988: Hellraiser: Wysłannik piekieł II
- 1991: Prospero's Books
- 1991: Podejrzenie
- 1996: Usłane różami
- 2000: Gangster No. 1
- 2004: Przekładaniec
- 2004: Trauma
- 2005: Rzym (serial TV)
- 2006: Dobry rok
- 2007: Hot Fuzz – Ostre psy
- 2007: Sinking of the Lusitania: Terror at Sea
- 2008: Walkiria
- 2010: Made in Dagenham
- 2014: Czarownica